# سيمون فان دن بيرغ
سيمون فان دن بيرغ (بالهولندية: Simon van den Bergh)‏ هو شخصية أعمال هولندي، ولد في 26 أكتوبر 1819 في هولندا في مملكة هولندا، وتوفي في 6 أبريل 1907 في روتردام في هولندا.